# Holopogon chalcogaster
Holopogon chalcogaster är en tvåvingeart som först beskrevs av Dufour 1850.  Holopogon chalcogaster ingår i släktet Holopogon och familjen rovflugor. Inga underarter finns listade i Catalogue of Life.